# Say Somethin'
«Say Somethin» (en español: «Di Algo») es una canción Pop/R&B escrita por Mariah Carey, Snoop Dogg, Chad Hugo, y Pharrell Williams para el noveno álbum de estudio de Mariah Carey, The Emancipation of Mimi (2005). Snoop Dogg aparece como artista invitado, haciendo el rap de la canción. Fue el sexto sencillo internacional del disco (quinto en Estados Unidos). De los sencillos con videoclip, ha sido el menos exitoso a nivel mundial del disco The Emancipation of Mimi.

## Sobre la canción
La canción es midtempo con mezclas del Rhythm & Blues de los años noventa y habla sobre la indecisión a la hora de dar el primer paso en una relación.
Fue postulado como primer sencillo del disco, ya que se filtró en Internet en noviembre de 2004, junto con la otra canción producida por Pharrell Williams, To The Floor. Fue presentada como tal en varias emisoras norteamericanas, pero finalmente fue It's Like That la elegida.

## Críticas
La mayor crítica vertida sobre la canción es su falta de personalidad, al ser una producción muy similar a otras canciones en las que intervienen The Neptunes, que son demasiado lineales y faltas de imaginación.
El sonido es parecido a la otra canción coproducida por The Neptunes, To The Floor, incluida en el CD.
La revista Billboard calificó la canción como "un tema que podría usar cualquier artista menor para intentar darse a conocer" y la colocó como un sencillo de relleno, y con tintes más comerciales, debido a su videoclip, rodado en parte en una lujosa tienda de Louis Vuitton en París, firma con la que Mariah estableció un acuerdo comercial.
- Datos: Q257509